# Mark Spitz
Mark Andrew Spitz (Modesto, California, 10 de febrero de 1950) es un exnadador, empresario, portavoz de empresas, conferencista  motivacional y corredor de bolsa estadounidense que consiguió siete medallas de oro en los Olímpicos de Múnich 72 más otros 2 en México 68. Rompió marca mundial en cada uno de sus triunfos y fue el primer atleta en la historia de los Juegos Olímpicos en conseguir dicha hazaña en una sola edición (hasta Pekín 2008 en el que fue superado por el también nadador estadounidense Michael Phelps). A pesar del éxito alcanzado y con tan solo 22 años decidió retirarse para trabajar en bienes raíces. Es considerado uno de los más grandes atletas olímpicos de todos los tiempos. 
Entre 1968 y 1972, Spitz ganó nueve oros olímpicos, una plata y un bronce, además de cinco oros en los Panamericanos, 31 títulos de la Amateur Athletic Union (AAU) y ocho de la National Collegiate Athletic Association (NCAA). Durante esos años estableció 35 récords mundiales, dos de ellos en pruebas y no oficiales. Swimming World Magazine le nombró Nadador del año en el mundo en 1969, 1971 y 1972. Fue el tercer atleta en ganar nueve medallas de oro olímpicas.
Gracias a su padre Arnold, aprendió a nadar a los dos años mientras vivía en Hawái. Estudió en la Universidad de Indiana. 
Recibió el premio Sullivan Howard en el año 1971 y el premio nadador del año en 1972. En el 2005, Mark Spitz fue escogido como abanderado de la Delegación estadounidense a los XVII Juegos Macabeos.
Actualmente vive en Los Ángeles con su esposa Suzy Weiner y sus dos hijos: Matthew (n. 1981) y Justin (n. 1991).

## Biografía
Spitz nació el 10 de febrero de 1950 en Modesto (California), el primero de tres hijos de Lenore Sylvia (Smith) y Arnold Spitz. Su familia es judía; la de su padre era húngara y la de su madre, originalmente apellidada Sklotkovick, era rusa. Cuando tenía dos años, su familia se trasladó a Honolulu, Hawái, donde nadaba en la playa de Waikiki todos los días. «Tendría que haber visto a aquel niño lanzarse al mar. Corría como si intentara suicidarse«, declaró Lenore Spitz a un periodista de “”Time“” en 1968. A los seis años, su familia regresó a Sacramento (California), y él empezó a competir en su club de natación local. A los nueve años, entrenaba en el club de natación Arden Hills de Sacramento con el entrenador de natación Sherm Chavoor, mentor de otros seis ganadores de medallas olímpicas.
Con sólo 10 años, Spitz poseía un récord mundial de grupo de edad y 17 récords nacionales. Cuando Spitz tenía 14 años, su familia se trasladó a Santa Clara, donde se unió al Club de natación de Santa Clara y fue entrenado por el entrenador George F. Haines. De 1964 a 1968, Mark entrenó con Haines en el SCSC y en el Santa Clara High School. Durante sus cuatro años allí, Mark consiguió récords nacionales de instituto en todas las brazadas y en todas las distancias. En 1966, a los 16 años, ganó los 100 metros mariposa en los campeonatos nacionales de la AAU, el primero de sus 24 títulos totales de la AAU. Al año siguiente, Spitz emergió en la escena mundial de la natación cuando estableció su primer récord mundial en un pequeño encuentro de California con un tiempo de 4:10.60 en los 400 metros estilo libre.

## Trayectoria en natación

### Juegos Macabeos
Spitz nadó en su primera competición internacional en los Juegos Macabeos de 1965 en Israel. A la edad de 15 años y con un peso de 130 libras, ganó cuatro medallas de oro en Tel Aviv: los 400 m estilo libre, los 1.500 m estilo libre, los 400 m medley individual y el relevo de 800 m estilo libre, y fue nombrado el atleta más destacado de los Juegos.
Regresó a Israel en 1969 tras los Juegos Olímpicos de México para competir de nuevo, en los Juegos Macabeos de 1969, donde ganó seis medallas de oro y fue nombrado de nuevo atleta destacado de los Juegos.
En 1985, Spitz encendió la antorcha para inaugurar los Juegos Macabeos de 1985.
En 2005, fue miembro de la delegación estadounidense en los Juegos Macabeos 2005. Habló en las ceremonias de apertura de los Juegos Macabeos del JCC, que se celebraron en Richmond, Virginia. El JCC Weinstein de Richmond fue uno de los JCC anfitriones de los juegos de 2005, en los que participaron más de 1.000 adolescentes en diversos deportes, incluida la natación.

### Juegos Panamericanos
Ganó cinco medallas de oro en los Juegos Panamericanos de 1967, estableciendo un récord que duró hasta 2007, cuando el nadador brasileño, Thiago Pereira, ganó seis oros en los XV Juegos Panamericanos de Río de Janeiro.

## Palmarés

### Títulos obtenidos
- Panamericanos de Winnipeg 1967 (5 medallas de oro)
- Juegos Olímpicos de México 1968 (2 medallas de oro, 1 de plata y 1 de bronce)
- Juegos Olímpicos de Múnich 1972 (7 medallas de oro)
- 8 títulos universitarios en Estados Unidos (NCAA)

### Sus marcas
- 26 mundiales
- 35 de Estados Unidos
- 100 m estilo libre: 51.22 (1972, récord del mundo)
- 200 m estilo libre: 1:52.78 (1972, récord del mundo)
- 100 m estilo mariposa: 54.27 (1972, récord del mundo)
- 200 m estilo mariposa: 2:00.70 (1972, récord del mundo)
- Relevos:
  - 4 × 100 m estilo libre: 3:26.43 (1972, récord del mundo)
  - 4 × 200 m estilo libre: 7:35.78 (1972, récord del mundo)
  - 4 × 100 m medley: 3:48.16 (1972, récord del mundo)

## Actividades posteriores a la natación
Tras el regreso de Spitz a Estados Unidos después de los Juegos Olímpicos de 1972, consiguió varios lucrativos contratos de patrocinio con empresas. Ganó unos 7 millones de dólares en un periodo de dos años. "Un millón de dólares en 1972 equivaldría a más de 10 millones de dólares hoy en día", dijo Spitz en 2007. "Me fue muy bien, muchas gracias" Spitz añadió: "Diría que fui un pionero. No había nadie que hubiera ido a los Juegos Olímpicos antes que yo que aprovechara la oportunidad de la misma manera. Depende del momento, depende de la suerte, depende de la economía y, sobre todo, depende de la apariencia. Quiero decir, nunca he visto una revista de feos. Así es nuestra sociedad. No digo que esté bien. Son sólo los hechos". Spitz pasó a crear una empresa inmobiliaria.
Según su página web oficial, Spitz trabaja por cuenta propia como portavoz de empresas y conferenciante motivacional. Sin embargo, Sports Yahoo! recoge su ocupación como corredor de bolsa y conferenciante motivacional. Según una entrevista, "Spitz se convirtió en corredor de bolsa en 2002 y desde entonces se ha dedicado al capital privado. Ahora también está incursionando en el "negocio del agua", como él lo llama, y está en negociaciones para construir una instalación de embotellamiento de agua en un terreno rico en acuíferos que él y un socio comercial poseen".
Spitz ha llevado a cabo varios proyectos empresariales con el exjugador de la NBA Rick Barry. Viaja por todo el mundo y da unas 25 conferencias al año. Su biografía, The Extraordinary Life of An Olympic Champion (La extraordinaria vida de un campeón olímpico), de Richard J. Foster, se publicó en julio de 2008.
En julio de 2012, apoyó la candidatura de Estambul para albergar los Juegos Olímpicos de Verano de 2020, pero la adjudicación fue para Tokio.

## Vida personal
Cuando Spitz regresó de los Juegos Olímpicos, comenzó a salir con Susie Weiner, una estudiante de teatro de la UCLA y modelo a tiempo parcial, que también era hija de uno de los conocidos de negocios de su padre.  Menos de un año después de los Juegos Olímpicos de Munich, se casaron el 6 de mayo de  1973  en un servicio judío tradicional en el Hotel Beverly Hills. Tienen dos hijos, Matthew (nacido en octubre de 1981) y Justin (nacido en septiembre de 1991). Justin era miembro del equipo de natación de Stanford. Spitz y su esposa viven en Los Ángeles, California.  